# 圣蒂阿尔
圣蒂阿尔（法語：Saint-Thual，法語發音：[sɛ̃ tɥal]）是法国伊勒-维莱讷省的一个市镇，属于圣马洛区。

## 地理
圣蒂阿尔（48°20'12"N, 1°56'2"W）面积11.4 平方千米，位于法国布列塔尼大區伊勒-维莱讷省，该省份为法国西北部沿海省份，位于布列塔尼半岛东部，北濒大西洋，西接阿摩尔滨海省和莫尔比昂省，南至大西洋卢瓦尔省，西南端接曼恩-卢瓦尔省，东临马耶讷省，东北与芒什省接壤。
与圣蒂阿尔接壤的市镇（或旧市镇、城区）包括：拉博赛讷、隆戈尔奈、特雷韦里安、特里梅、普卢阿讷、圣瑞多斯。

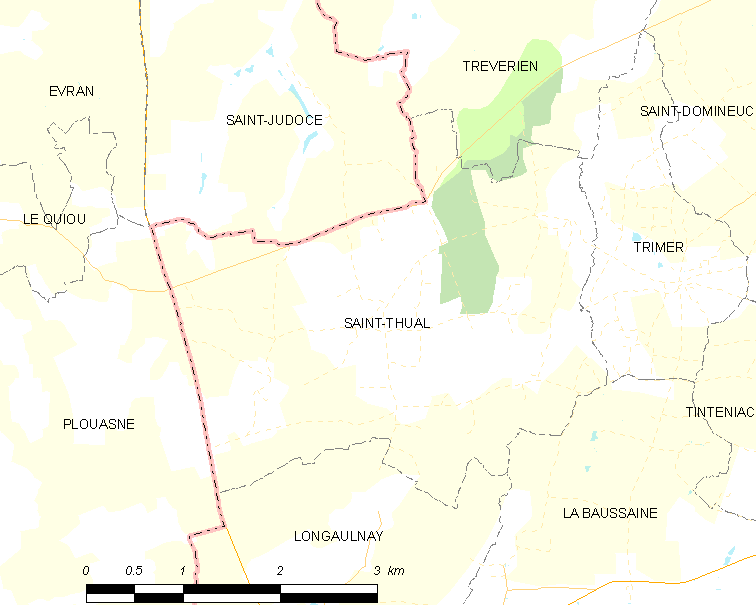
圣蒂阿尔的OSM定位图

圣蒂阿尔的时区为UTC+01:00、UTC+02:00（夏令时）。

## 行政
圣蒂阿尔的邮政编码为35190，INSEE市镇编码为35318。

## 政治
圣蒂阿尔所属的省级选区为孔堡县。

## 人口

1962-2008年间圣蒂阿尔人口变化图示

圣蒂阿尔于2022年1月1日时的人口数量为999人。